# Jabal al Qullah
Le Jabal al Qullah se situe au Yémen, dans les monts Sarawat. Il s'élève dans le district de Yarim, dépendance administrative du gouvernorat d'Ibb, celui-ci étant établi dans la partie occidentale du pays. Le sommet est au sud de la capitale, Sanaa, à une distance de 116 km. Le Jabal al Qullah a une altitude de 3 233 mètres, ce qui en fait à la fois le second sommet du Yémen et celui de la péninsule arabique, derrière le Jabal an Nabi Shu'ayb.
Le paysage des alentours du Jabal al Qullah se présente au nord-est sous forme de collines et devient très montagneux au sud-ouest. Le Jabal al Qullah est le point culminant du gouvernorat. La densité de population de la région est très élevée, elle atteint 395 personnes par kilomètre carré. La ville la plus proche est Yarim, à 9,9 km du Jabal al Qullah. La végétation des environs du Jabal al Qullah est composée presque exclusivement de buissons et d'arbustes, notamment le genévrier d'Afrique et Euryops arabicus, une variété de buisson. Les montagnes de la région sont remarquables.

## Géologie
Vers 30 millions d'années, à l'Oligocène, commence la séparation des plaques africaine et arabique et la création du rift de la mer Rouge. Sur sa rive orientale, ces mouvements tectoniques provoquent une surélévation du relief associée à une intense activité volcanique : on y trouve ainsi des terrains composés principalement de roches volcaniques comme le basalte, témoins de cette activité. 